# Pseudozelota capito
Pseudozelota capito är en skalbaggsart som först beskrevs av Francis Polkinghorne Pascoe 1865.  Pseudozelota capito ingår i släktet Pseudozelota och familjen långhorningar. Inga underarter finns listade i Catalogue of Life.